# Оливера, Диего
Диего Оливера (исп. Diego Olivera, род. 7 февраля 1967 года, Буэнос-Айрес, Аргентина) — аргентинский актер.

## Карьера
Он начал свою карьеру в возрасте 12 лет в театре Сан-Мартин с постановки «Уличная сцена». Прославился в подростковом возрасте благодаря своему персонажу Дарио (Дариус) в сериале «Монтанья Руса».
Оливера исполнял различные роли в мюзиклах «Красавица и чудовище», «101 далматинец», «Том Сойер», «Спой мне сказку». Сыграл множество персонажей в теленовеллах. В 2006 году во время съемок «Закон любви» на Telefe он был выбран на главную роль в фильме «Монтекристо» в Мехико, который имел большой успех в Аргентине.
Он снялся в фильме «Жить ради тебя», а затем сыграл главную роль в аргентинской теленовелле «Наследование любви» от Telefé и роль падре Хуана Пабло в «Триумфе любви».
Прежде чем отправиться в Мехико, чтобы подписать контракт с Televisa, он согласился сняться в эпизодической роли в теленовелле «Кто-то, кто любит меня» с Андреа Дель Бока и Освальдо Лапортом.
Он снялся в роли Хосе Луиса Фалькона, главного злодея в теленовелле «Лгать, чтобы жить». Сериал закончился после 101 серии из-за низких рейтингов.

## Личная жизнь
Он женат на актрисе Монике Айос, у них есть дочь Виктория.